# Rusłan Muraszow
Rusłan Nikołajewicz Muraszow (ros. Руслан Николаевич Мурашов; ur. 29 grudnia 1992) – rosyjski łyżwiarz szybki, wielokrotny medalista mistrzostw świata.

## Kariera
W zawodach Pucharu Świata Rusłan Muraszow zadebiutował 14 listopada 2014 roku w Obihiro, zajmując trzecie miejsce w biegu na 500 m. W biegu tym wyprzedzili go tylko Holender Jan Smeekens oraz inny Rosjanin, Pawieł Kuliżnikow. W sezonie 2014/2015 na podium stanął jeszcze jeden raz: 21 listopada w Seulu, gdzie ponownie był trzeci na tym samym dystansie. Tym razem lepsi okazali się Pawieł Kuliżnikow oraz Mo Tae-bum z Korei Południowej. Na rozgrywanych w 2016 roku dystansowych mistrzostwach świata w Kołomnie wywalczył srebrny medal w biegu na 500 m, przegrywając tylko ze swym rodakiem, Pawłem Kuliżnikowem. Na tym samym dystansie był też trzeci podczas dystansowych mistrzostw świata w Gangneung w 2017 roku.
W sezonach 2015/2016 i 2016/2017 był drugi w klasyfikacji końcowej 500 m, a w sezonie 2014/2015 zajął trzecie miejsce.